# David Petersen
David Petersen, född 1650 eller 1651 i Lübeck, död före 5 maj 1737 i Amsterdam, var en violinist och tonsättare av nordtysk börd och verksam i Nederländerna (Republiken Förenade Nederländerna).
Under 1670-talet reste han till Lund, Sverige där han anställdes vid Lunds universitet. Kring 1680 hade Petersen emellertid flyttat till Amsterdam, var han kom att stanna under återstoden av sin karriär.
Petersen är idag främst känd för sina 12 sonater för violin och generalbas, med samlingstiteln Speelstukken (1683). Detta är den enda nederländska publikationen i sitt slag. Det finns dock tydliga likheter med samtida utgivna verk av Westhoff och Biber samt Johann Jakob Walther. Petersens sonater påminner dock mest om Walthers Scherzi da Violino solo con il basso continuo (1676). Det är tänkbart att Walther hade kopplingar till Amsterdam och att han där influerat eller till och med undervisat Petersen.
Petersens övriga verk omfattar ett större antal sånger med generalbas, med text på Holländska. Dessa publicerades i Amsterdam, i samarbete med de Nederländska poeterna Abraham Alewijn samt Cornelis Sweerts. Petersen är också nära associerad med Nederländska tonsättare såsom Servaes de Koninck och Hendrik Anders. Tillsammans med Johannes Schenck, Carolus Hacquart samt Carl Rosier bidrog dessa kompositörer till en nytändning inom Nedärländsk musik under perioden före 1710.

## Publicerade verk
- Speelstukken, Amsterdam, 1683
- Zede- en Harpgezangen met Zangkunst verrykt door David Petersen (24 sånger till text av Abraham Alewijn), Amsterdam, 1694
- Vermeerderde Zede- en Harpgezangen (texter av Alewijn), Amsterdam, 1711
- Zede- en Harpgezangen (texter av Alewijn), Amsterdam, 1713
- Zede- en Harpgezangen (texter av Alewijn), Amsterdam, 1715
- Boertige en Ernstige Minnezangen (musik av Petersen och Hendrik Anders; texter av Cornelis Sweerts), Amsterdam, 1705
- Boertige en Ernstige Minnezangen (musik av Petersen samt De Koninck, texter av Alewijn), Amsterdam, 1705
- Boertige en Ernstige Minnezangen (musik av Petersen och De Koninck, texter av Alewijn), Amsterdam, 1709
- Skådespelsmusik (teaterpjäsen Andromeda), Amsterdam, 1730